# 中臺孝樹
中臺 孝樹（なかだい たかき、1982年6月30日 - ）は、日本の企業家、映画プロデューサー、メディアクリエイター。
千葉県出身。セント・フォース所属。身長177cm。

## 略歴
アメリカ合衆国カリフォルニア州バイオラ大学にてビジュアルジャーナリズムを専攻した。
大学卒業後はフリーランスのカメラマンとして、 ESPN、ディズニー、スペシャルオリンピックスなどで実績を重ねていった。
2014年公開の映画『るろうに剣心 京都大火編 / 伝説の最期編』でPRキャンペーンディレクターを務めた。
2015年公開の中野裕太主演映画『もうしません!』や2016年公開の又吉直樹（ピース）主演の短編映画『海酒』ではプロデューサーを務めた。
ソニーグループ株式会社のブランド戦略部プロデューサーを経験後、2022年にアマゾンジャパン合同会社に入社し、Amazon Musicが東京・渋谷に開設された多目的スタジオ「Amazon Music Studio Tokyo」の館長に就任した。
2023年11月17日に日本公開されたシンガポール発のロボットバトル映画『メカバース：少年とロボット』ではエグゼクティブプロデューサーを務め、映画のグローバル主題歌「Sora」（超ときめき♡宣伝部）の作詞を務めた。
2024年12月7日に東京コミコン2024にて、西川貴教が出演するスペシャルステージのMCを務めた。
2025年2月にトヨタ×クリエイターの共創プロジェクト 「TOYOTA DIRECTORSCUT」にて音楽プロデューサー兼審査員を務めた。
愛知県名古屋市を中心として2025年11月2日に開催される予定となっている「第一回 中部日本国際映画祭」のエグゼクティブプロデューサーに就任している。

## 作品

### 映画
- 『るろうに剣心 京都大火編 / 伝説の最期編』 - PRキャンペーンディレクター（2014年）[3]
- 『もうしません!』 - プロデューサー（2015年）[4]
- 『海酒』 - プロデューサー（2016年）[5]
- 『メカバース：少年とロボット』（原題『HEAVENS -THE BOY AND HIS ROBOT-』） - エグゼクティブプロデューサー（2023年[注 1]）[7][11]

### 音楽
- 超ときめき♡宣伝部「Sora」 - 作詞（2023年）[7]

## 出演
- インディペンデントで活動する全てのミュージックパーソンのためのカンファレンス「Independent Next 2024」

トークゲスト
- BS よしもと「エンタメ未来戦略(仮)」ゲスト[12]
- 法政大学　ビジネスキャリア入門D 2023 特別講師
- 千葉大学　実務家によるキャリア・デザイン入門C　2023 特別講師
- J-wave meiji GLOBAL OPEN INNOVATION 2024/03 ゲスト
- 東京コミコン2024 西川貴教スペシャルステージMC[8]
- トヨタ×クリエイターの共創プロジェクト 「TOYOTA DIRECTORSCUT」音楽プロデューサー兼審査員[9]

## 受賞歴
AWARD
- One Sony Award Special Recognition, 2017
- Outstanding Achievement Award of Sony, 2018
- SXSW 2018 Best Use of Technology, 2018
- Excellent Performance Award of Sony, 2019
- SXSW 2019 Best Use of Technology, 2019
- HCD-Net Award, 2019
- IAUD international Design Award, 2019
- Amazon “I have big dreams” award nominee 2023
- Amazon Music “Goes to 11” award 2023

EDUCATION 
- Bachelor of Arts in Broadcast Journalism, August 2007
- Biola University, La Mirada, CA
- Outstanding Visual Journalism Student of 2007
- Chinese language school of Shan Xi Normal University in Xian, China